# 아사노씨
아사노 씨(일본어: 淺野氏 아사노시[*])는 일본의 씨족이다. 관백 도요토미 히데요시의 정실부인 고다이인의 친정이다. 종갓집은 아키국 히로시마번주를 지냈고, 분가는 하리마국 아코번주를 지냈다. 돌림자는 「나가(長)」다.
세이와 겐지 요리미쓰 류 도키 씨의 서류로서, 도키 미쓰히라의 차남 미쓰토키가 조큐의 난에서 조정측에 가담했다가 패배한 이후 도키 군 아사노 관에 칩거하면서 아사노 씨를 칭하게 된 것이 일족의 시작이라고 한다.

## 같이 보기
- 히로시마성
- 히로시마번
- 아코번
- 기슈번
- 가사마번